# Жлобін (Підляське воєводство)
Жлобін (пол. Żłobin) — село в Польщі, у гміні Краснополь Сейненського повіту Підляського воєводства.
Населення — 64 особи (2011).
У 1975-1998 роках село належало до Сувальського воєводства.

## Демографія
Демографічна структура станом на 31 березня 2011 року:
|          | Загалом | Допрацездатний вік | Працездатний вік | Постпрацездатний вік |
| -------- | ------- | ------------------ | ---------------- | -------------------- |
| Чоловіки | 33      | 4                  | 27               | 2                    |
| Жінки    | 31      | 8                  | 17               | 6                    |
| Разом    | 64      | 12                 | 44               | 8                    |